# Nueva Unión
Nueva Unión är en ort i Mexiko.   Den ligger i kommunen Mazapa de Madero och delstaten Chiapas, i den sydöstra delen av landet, 900 km sydost om huvudstaden Mexico City. Nueva Unión ligger 2 215 meter över havet och antalet invånare är 113.
Terrängen runt Nueva Unión är bergig åt nordost, men åt sydväst är den kuperad. Runt Nueva Unión är det ganska tätbefolkat, med 179 invånare per kvadratkilometer. Närmaste större samhälle är Motozintla de Mendoza, 12,0 km sydväst om Nueva Unión. I omgivningarna runt Nueva Unión växer huvudsakligen savannskog.